# 柳家喬太郎のようこそ芸賓館
柳家喬太郎のようこそ芸賓館（やなぎやきょうたろうのようこそげいひんかん）は、BS11のトーク番組・バラエティ番組である。2012年4月3日放送開始。落語家・柳家喬太郎の冠番組。2016年3月29日放送終了。
新たに新番組「柳家喬太郎のイレブン寄席」を4月11日からスタート。

## 概要
東京・御茶ノ水に火曜の夜にだけ現れる寄席という設定。喬太郎はその寄席の支配人という設定である。
「粋ましょう!」・「粋ダネ!」から引き続き、スタジオはクロマキー技術を活用したコンピュータグラフィックによるバーチャルセットとなっており、人物と一部小道具以外、放送画面に映るものはほとんどが合成である。
ゲストは基本的に落語家などの芸人のみ。

## 放送時間
- 火曜 19:00 - 19:58（JST）
2014年3月までは火曜20:00 - 21:00の放送だった。

## 内容・構成
- オープニング - 喬太郎の筆によるイラストを元にしたアニメーションで始まる。オープニングテーマは榎本健一「パイノパイノパイ」。[1]
- トークコーナー - 楽屋を模したバーチャルセットで行われ、喬太郎は司会と言うより、楽屋での雑談に参加する形で番組を進める。出演者には菓子類がふるまわれる。ゲスト噺家のプロフィールも紹介される。
- 演芸コーナー - トーク部分の途中でお囃子が鳴ると高座に上がる、という寄席さながらの設定で、ゲスト、喬太郎が寄席の高座風のバーチャルセット[2]の中で演芸を一席披露する。
- らくご探検隊 - 二ツ目の落語家が全国各地で行われる「地域寄席」を紹介する。（2015年10月開始）
- エンディング - 喬太郎がひとり「楽屋」に残り、その日のまとめと、次週予告を行う。エンディングテーマは榎本健一「私の青空」。（2014年4月より）

### 特別企画
- 真打昇進披露興行 - 冒頭で新真打口上をし、トークコーナーにも新真打が登場する。また、新真打の落語も放送する。
- 柳家喬太郎独演会 - 喬太郎のみ落語を一席披露する。トークコーナーでは芸人ではない演芸関係者（お囃子、寄席文字作家など）が登場しトークを行う（ゲストなしで進める回もある）。

## 出演
- 柳家喬太郎 - 司会

## スタッフ
- 構成：荒川慎司
- TD：田中修一
- SW：真木洋卓
- カメラ：野島淳一　酒井尚
- VE：田口彰則
- VTR：柴田あゆみ
- 音声：横山雅人　木村友也
- 照明：菅野宇津
- 技術協力：クロステレビビジョン
- VIZ：改恭兵　村杉順
- 美術協力：谷口淳　澤田綾菜
- CG：黒木政彦　坂本亮
- 音効：佐藤充
- TK：跡部まさみ
- ディレクター：小泉容子
- 演出：小川吉哉
- プロデューサー：西原慎太郎（BS11）　遮那正策
- 制作：磯ヶ谷好章（BS11）
- 制作協力：SEVEN A